# العلاقات البنينية الناميبية
العلاقات البنينية الناميبية هي العلاقات الثنائية التي تجمع بين بنين وناميبيا.

## مقارنة بين البلدين
هذه مقارنة عامة ومرجعية للدولتين:
| وجه المقارنة                                              | بنين            | ناميبيا      |
| --------------------------------------------------------- | --------------- | ------------ |
| المساحة (كم2)                                             | 114.76 ألف      | 825.62 ألف   |
| عدد السكان (نسمة)                                         | 11.18 مليون     | 2.53 مليون   |
| الكثافة السكانية (ن./كم²)                                 | 97.42           | 3.06         |
| العاصمة                                                   | بورتو نوفو      | ويندهوك      |
| اللغة الرسمية                                             | لغة فرنسية      | لغة إنجليزية |
| العملة                                                    | فرنك غرب أفريقي | دولار ناميبي |
| الناتج المحلي الإجمالي (بليون دولار)                      | 9.27 مليار      | 13.24 مليار  |
| الناتج المحلي الإجمالي (تعادل القوة الشرائية) بليون دولار | 22.38 مليار     | 25.60 مليار  |
| الناتج المحلي الإجمالي الاسمي للفرد دولار أمريكي          | 762             | 4.67 ألف     |
| الناتج المحلي الإجمالي للفرد دولار أمريكي                 | 2.03 ألف        | 9.96 ألف     |
| مؤشر التنمية البشرية                                      | 0.480           | 0.628        |
| رمز المكالمات الدولي                                      | +229            | +264         |
| رمز الإنترنت                                              | .bj             | .na          |
| المنطقة الزمنية                                           | ت ع م+01:00     | ت ع م+02:00  |

## منظمات دولية مشتركة
يشترك البلدان في عضوية مجموعة من المنظمات الدولية، منها:
| علم المنظمة | اسم المنظمة                                 | تاريخ انضمام بنين | تاريخ انضمام ناميبيا |
| ----------- | ------------------------------------------- | ----------------- | -------------------- |
|             | وكالة ضمان الاستثمار متعدد الأطراف          | 26 سبتمبر 1994    | 25 سبتمبر 1990       |
|             | البنك الإفريقي للتنمية                      | ?                 | ?                    |
|             | منظمة الشرطة الجنائية الدولية               | ?                 | ?                    |
|             | مجموعة دول أفريقيا والكاريبي والمحيط الهادئ | ?                 | ?                    |
|             | منظمة حظر الأسلحة الكيميائية                | ?                 | ?                    |
|             | منظمة التجارة العالمية                      | ?                 | ?                    |
|             | الأمم المتحدة                               | 20 سبتمبر 1960    | 23 أبريل 1990        |
|             | الاتحاد الأفريقي                            | ?                 | ?                    |
|             | مؤسسة التمويل الدولية                       | 5 فبراير 1987     | 25 سبتمبر 1990       |
|             | يونسكو                                      | 18 أكتوبر 1960    | 2 نوفمبر 1978        |
|             | البنك الدولي للإنشاء والتعمير               | 10 يوليو 1963     | 25 سبتمبر 1990       |
|             | الاتحاد البريدي العالمي                     | ?                 | ?                    |
|             | الاتحاد الدولي للاتصالات                    | 1961              | 25 يناير 1984        |

## وصلات خارجية
- موقع وزارة الخارجية البنينية